# Leonardo Candellone
Leonardo Candellone (Torino, 15 settembre 1997) è un calciatore italiano, attaccante della Juve Stabia.

## Carriera
Cresciuto nel settore giovanile del Torino, il 15 luglio 2016 viene ceduto a titolo temporaneo al Gubbio; il 3 settembre segna la prima rete tra i professionisti, in occasione dell'incontro di Lega Pro vinto per 1-0 contro il Südtirol. L'8 agosto 2017 passa in prestito alla Ternana, con cui resta tuttavia ai margini della rosa; l'11 gennaio 2018 si trasferisce al Südtirol. Il 31 luglio viene ceduto a titolo temporaneo al Pordenone, con cui vince il campionato di Serie C e la Supercoppa di categoria; il 25 luglio 2019 il prestito viene confermato per un'altra stagione.
Il 18 settembre 2020 viene acquistato dal Napoli, che lo cede subito in prestito biennale al Bari. Il 16 luglio 2021 passa al Südtirol, che lascia nel successivo mese di gennaio per fare ritorno al Pordenone. Il 20 luglio 2023 viene tesserato dalla Juve Stabia, con cui firma un biennale, conquistando al termine della prima stagione la promozione in Serie B.

## Statistiche

### Presenze e reti nei club
Statistiche aggiornate al 25 maggio 2025.
| Stagione           | Squadra            | Campionato         | Campionato | Campionato | Coppe nazionali | Coppe nazionali | Coppe nazionali | Coppe continentali | Coppe continentali | Coppe continentali | Altre coppe | Altre coppe | Altre coppe | Totale | Totale |
| Stagione           | Squadra            | Comp               | Pres       | Reti       | Comp            | Pres            | Reti            | Comp               | Pres               | Reti               | Comp        | Pres        | Reti        | Pres   | Reti   |
| ------------------ | ------------------ | ------------------ | ---------- | ---------- | --------------- | --------------- | --------------- | ------------------ | ------------------ | ------------------ | ----------- | ----------- | ----------- | ------ | ------ |
| 2015-2016          | Torino             | A                  | 0          | 0          | CI              | -               | -               | -                  | -                  | -                  | -           | -           | -           | 0      | 0      |
| 2016-2017          | Gubbio             | LP                 | 34+1       | 6+0        | CI-LP           | 2               | 0               | -                  | -                  | -                  | -           | -           | -           | 37     | 6      |
| 2017-gen. 2018     | Ternana            | B                  | 3          | 0          | CI              | -               | -               | -                  | -                  | -                  | -           | -           | -           | 3      | 0      |
| gen.-giu. 2018     | Südtirol           | C                  | 15+4       | 4+1        | CI-C            | -               | -               | -                  | -                  | -                  | -           | -           | -           | 19     | 5      |
| 2018-2019          | Pordenone          | C                  | 37         | 14         | CI+CI-C         | 1+0             | 0               | -                  | -                  | -                  | SSC         | 2           | 1           | 40     | 15     |
| 2019-2020          | Pordenone          | B                  | 31+2       | 2+0        | CI              | 1               | 0               | -                  | -                  | -                  | -           | -           | -           | 34     | 2      |
| 2020-2021          | Bari               | C                  | 26         | 0          | CI              | 2               | 1               | -                  | -                  | -                  | -           | -           | -           | 28     | 1      |
| 2021-gen. 2022     | Südtirol           | C                  | 15         | 0          | CI+CI-C         | 1+4             | 0+3             | -                  | -                  | -                  | -           | -           | -           | 20     | 3      |
| Totale Südtirol    | Totale Südtirol    | Totale Südtirol    | 30+4       | 4+1        |                 | 5               | 3               |                    | -                  | -                  |             | -           | -           | 39     | 8      |
| gen.-giu. 2022     | Pordenone          | B                  | 12         | 1          | CI              | -               | -               | -                  | -                  | -                  | -           | -           | -           | 12     | 1      |
| 2022-2023          | Pordenone          | C                  | 35+2       | 8+0        | CI-C            | -               | -               | -                  | -                  | -                  | -           | -           | -           | 37     | 8      |
| Totale Pordenone   | Totale Pordenone   | Totale Pordenone   | 115+4      | 25         |                 | 2               | 0               |                    | -                  | -                  |             | 2           | 1           | 123    | 26     |
| 2023-2024          | Juve Stabia        | C                  | 34         | 10         | CI-C            | 0               | 0               | -                  | -                  | -                  | SSC         | 2           | 0           | 36     | 10     |
| 2024-2025          | Juve Stabia        | B                  | 36+3       | 6+0        | CI              | 1               | 0               | -                  | -                  | -                  | -           | -           | -           | 40     | 6      |
| Totale Juve Stabia | Totale Juve Stabia | Totale Juve Stabia | 70+3       | 16         |                 | 1               | 0               |                    | -                  | -                  |             | 2           | 0           | 76     | 16     |
| Totale carriera    | Totale carriera    | Totale carriera    | 278+12     | 51+1       |                 | 12              | 4               |                    | -                  | -                  |             | 4           | 1           | 306    | 57     |

## Palmarès

### Club

#### Competizioni nazionali
- Serie C: 2

Pordenone: 2018-2019 (girone B)
Juve Stabia: 2023-2024 (girone C)
- Supercoppa Serie C: 1

Pordenone: 2019

#### Competizioni giovanili
- Campionato Primavera: 1

Torino: 2014-2015
- Supercoppa Primavera: 1

Torino: 2015